# San Juan Comaltepec
San Juan Comaltepec è un comune del Messico, situato nello stato di Oaxaca.